# 莫睿
莫睿（1554年—？），字思卿，號荆泉，浙江杭州府錢塘縣人，民籍，明朝政治人物。

## 生平
萬曆元年（1573年）癸酉科浙江鄉試第一名，萬曆十一年（1583年）登第二甲第八名進士。刑部觀政，本年任河南许州知州，十六年擢刑部员外郎，十九年任云南乡试主考官，二十年升福建佥事，二十二年升贵州右参议，二十五年升四川副使。二十七年播州杨应龙之乱，以玩寇酿乱，降三级调用。

## 家族
曾祖莫瑀；祖父莫宗復；父莫文昌。嫡母楊氏；生母沈氏。永感下。兄曜、庸、易。